# Chipiu de Watkins
Incaspiza watkinsi
Espèce
Statut de conservation UICN

 VU  : Vulnérable
Le Chipiu de Watkins (Incaspiza watkinsi) est une espèce de passereau appartenant à la famille des Thraupidae.

## Répartition et habitat
Il est endémique à l'ouest du Pérou. Il vit dans les zones arides de basse altitude entre 350 et 900 m.